# Phanogomphus hodgesi
Phanogomphus hodgesi is een echte libel uit de familie van de rombouten (Gomphidae).
De wetenschappelijke naam van de soort werd in 1950 als Gomphus hodgesi gepubliceerd door James George Needham.
De soort staat op de Rode Lijst van de IUCN als gevoelig, beoordelingsjaar 2016.